# Ethiopian Electric Power Corporation FC
L'Ethiopian Electric Power Corporation Football Club, també conegut com a EEPCO FC, Ethio-Electric o Mebrat Hail, (Amhàric: ኢትዮ ኤሌክትሪክ) és un club etíop de futbol de la ciutat d'Addis Abeba.

## Palmarès
- Lliga etíop de futbol: [5]
  - 1993, 1998, 2001

- Copa etíop de futbol: [6]
  - 1971, 1972, 1976, 2001

- Supercopa etíop de futbol: [7]
  - 1993, 1998, 2001

- Copa Ciutat d'Addis Ababa: [6]
  - 2005, 2006, 2016